# 五十嵐豊作
五十嵐 豊作（いがらし とよさく、1907年（明治40年）2月13日 - 1981年（昭和56年）1月14日）は、日本の政治学者。

## 来歴
新潟県出身。1932年東京帝国大学法学部卒。南原繁に師事。東北帝国大学助教授。戦後名古屋大学教授。1971年定年退官、名誉教授、名城大学教授。政治学研究会に属した。

## 著書

### 単著
- 『国防政治の研究』日本評論社、1945年3月。 NCID BN05605015。全国書誌番号:46008559 全国書誌番号:56002957。
- 『近代民主主義思想史』中外出版、1948年1月。 NCID BN1005719X。全国書誌番号:48005312。
- 『近代国家と社会的自由』弘文堂〈近代国家論 第3部（自由）〉、1952年1月。 NCID BN07274076。全国書誌番号:49005768。
- 『政治における国家と個人の立場』要書房〈教養の書 29〉、1953年。 NCID BA31363261。全国書誌番号:53012417。

### 翻訳
- トマス・ペイン『人権論 第2篇』実業之日本社〈政治思想古典選書 5B〉、1948年11月。 NCID BN15399088。全国書誌番号:46008840 全国書誌番号:48016063。
- エマニュエル＝ジョゼフ・シエイエス『第三身分とは何か』実業之日本社〈政治思想古典選書 4〉、1948年7月。 NCID BN00606542。全国書誌番号:46013326 全国書誌番号:60009413。
- ローレンツ・フォン・シュタイン『社会の概念とその運動法則』実業之日本社〈政治思想古典選書 8〉、1949年6月。 NCID BA54015355。全国書誌番号:49001041。
- J.P.メイヤー『フランスの政治思想 大革命から第四共和政まで』岩波書店〈岩波現代叢書〉、1956年3月。 NCID BN04157972。全国書誌番号:56004919。
- J.P.メイヤー 著、五十嵐豊作・鈴木寛 訳『マックス・ウエーバーの政治社会学 マックス・ウエーバーとドイツの政治構造』勁草書房、1966年3月。 NCID BN01750395。全国書誌番号:66001480。
  - J.P.メイヤー 著、五十嵐豊作・鈴木寛 訳『マックス・ウエーバーの政治社会学 マックス・ウエーバーとドイツの政治構造』（新装版）勁草書房、1986年10月。 NCID BN00655457。

## 論文
- 「政治思想史」『日本政治学会年報政治学』第1巻、日本政治学会、1950年10月、240-246頁、doi:10.11521/nenpouseijigaku1950.1.240、NAID 130004035771。
- 「E・カッシーレル「国家の神話」」『日本政治学会年報政治学』第2巻、日本政治学会、1951年12月、99-107頁、doi:10.11521/nenpouseijigaku1950.2.99、NAID 130003837936。
- 「アレクシス・ド・トクヴィルの生誕150年をむかえて J.P.メイヤーの新著を読む」『名古屋大学法政論集』第3巻第2号、名古屋大学大学院法学研究科、1955年9月、134-137頁、NAID 40002783639。
- 「西欧デモクラシーの論理」『思想』第376号、岩波書店、1955年10月、1191-1199頁、NAID 40001542748。
- 「大衆運動と「革命の神話」」『日本政治学会年報政治学』第8巻、日本政治学会、1957年3月、78-98頁、doi:10.7218/nenpouseijigaku1953.8.0_78、NAID 130006905699。
- 「近代フランスにおける〈忘れられた抵抗〉理論について――ラ・ボエシ「コントラン」-1-」『名古屋大学法政論集』第42号、名古屋大学大学院法学研究科、1968年2月、1-34頁、NAID 40002782411。
- 「近代フランスにおける〈忘れられた〉抵抗理論について――ラ・ボエシ「コントラン」-2-」『名古屋大学法政論集』第44号、名古屋大学大学院法学研究科、1968年9月、52-82頁、NAID 40002782417。
- 「近代フランスにおける〈忘れられた〉抵抗理論について――ラ・ボエン「コントラン」-3-」『名古屋大学法政論集』第47号、名古屋大学大学院法学研究科、1969年3月、74-87頁、NAID 40002782426。
- 「ジャン・ボダン「ヘプタプロメレス」の歴史――ひとつの序説として」『名古屋大学法政論集』第53号、名古屋大学大学院法学研究科、1971年3月、1-22頁、NAID 40002782458。
- 「〈あゆみ〉――名古屋大学法学部を去るにさいして」『名古屋大学法政論集』第54号、名古屋大学大学院法学研究科、1971年10月、202-212頁、NAID 40002782462。
- 「政治思想史の周辺（学術講演会要旨）」『名城法学』第24巻第4号、名城大学法学会、1975年3月、328-332頁、NAID 40003638946。
- 「ジャン・ボダン年譜考――トゥールーズにおける法学的ユマニストとしてのデビューまで-1-」『名城法学』第25巻第4号、名城大学法学会、1976年3月、1-12頁、NAID 40003638928。
- 「ジャン・ボダン年譜考――トゥールーズにおける法学的ユマニストとしてのデビューまで-2-」『名城法学』第26巻第1号、名城大学法学会、1976年7月、1-30頁、NAID 40003638918。
- 「ジャン・ボダン年譜考――トゥールーズにおける法学的ユマニストとしてのデビューまで-3-」『名城法学』第26巻第2号、名城大学法学会、1977年、28-45頁、NAID 40003638912。
- 「ジャン・ボダン年譜考――トゥールーズにおける法学的ユマニストとしてのデビューまで-4-」『名城法学』第27巻第1・2号、名城大学法学会、1978年、77-96頁、NAID 40003638889。
- 「ジャン・ボダン年譜考――トゥールーズにおける法学的ユマニストとしてのデビューまで-5-」『名城法学』第28巻第3・4号、名城大学法学会、1979年、21-65頁、NAID 40003638876。
- 「ジャン・ボダン年譜考――トゥールーズにおける法学的ユマニストとしてのデビューまで-6-」『名城法学』第29巻第1・2号、名城大学法学会、1980年、147-176頁、NAID 40003638953。